# Rue Coustou (Lyon)
Pour les articles homonymes, voir Rue Coustou.
La  rue Coustou est une voie du quartier des pentes de la Croix-Rousse dans le 1er arrondissement de Lyon, en France.

## Situation et accès
Elle commence rue des Capucins dans la continuité de la rue Coysevox pour se terminer rue Romarin avec une circulation qui se fait dans le sens de la numérotation et un stationnement d'un seul côté dont une partie pour les deux-roues motorisés et une autre pour la livraison.

## Origine du nom
La rue est dédiée à deux frères sculpteurs lyonnais, neveux de Coysevox. L’aîné est Nicolas Coustou (1658-1733). Parmi ses œuvres on peut citer la piéta qui se trouve sur le maître-autel de la cathédrale Notre-Dame de Paris, ainsi que La Saône qui se trouve sur le piédestal de la statue équestre de Louis XIV. Son frère cadet Guillaume Coustou (1677-1746), auteur du Rhône sur le piédestal de la statue équestre de Louis XIV ainsi que des chevaux de Marly.

## Histoire
En 1612, les ursulines arrivent à Lyon. Vers 1622, elles s’installent dans une partie du Petit-Forez, délimitée au nord par la rue Vieille-Monnaie, à droite par la place Croix-Paquet et la rue Romarin, et à gauche par le jardin des frères mineurs capucins. À la révolution française, les sœurs sont dispersées et leur propriété vendue comme bien national
Le terrain est vendu en plusieurs morceaux et c'est sur une de ces parcelles que les rues Coustou et Coysevox sont ouvertes dès le début du XIXe siècle. Sur un plan de 1819, la rue Coustou est déjà percée. Son nom est attesté dès 1821.
Au no 4, lieu de décès de Jacques Jomard (1768-1818) général du Premier Empire.